# Mesonauta festivus
Mesonauta festivus är en fiskart som först beskrevs av Heckel, 1840.  Mesonauta festivus ingår i släktet Mesonauta och familjen Cichlidae. Inga underarter finns listade i Catalogue of Life.